# Villar del Águila
Villar del Águila es una localidad del municipio conquense de Torrejoncillo del Rey, en la Comunidad Autónoma de Castilla-La Mancha (España). 
La iglesia está dedicada a santo Domingo de Silos.

## Localidades limítrofes
Confina con las siguientes localidades:
- Al noreste con Villarejo-Sobrehuerta y Huerta de la Obispalía.
- Al sur con Zafra de Záncara.
- Al suroeste con Palomares del Campo.
- Al noroeste con Torrejoncillo del Rey.

## Patrimonio
Su iglesia tiene un gran valor estético. Comenzó su construcción probablemente en las primeras décadas del siglo XVI, faltando en ese tiempo todavía la portada sur que da paso al templo, utilizándose anteriormente la portada norte para dicho uso. El pórtico norte sería sellado y convertido en capilla.

## Demografía
| Gráfica de evolución demográfica de Villar del Águila entre 1842 y 1970 |
| |
| Población de derecho según los censos de población del INE Población de hecho según los censos de población del INEEntre el censo de 1981 y el anterior, este municipio desaparece porque se integra en el municipio Torrejoncillo del Rey |

Evolución de la población
| Gráfica de evolución demográfica de Villar del Águila entre 2000 y 2017 |
|                                                                         |
| Población de derecho (2000-2017) según el padrón municipal del INE      |

## Historia
Así se describe a Villar del Águila en el tomo XVI del Diccionario geográfico-estadístico-histórico de España y sus posesiones de Ultramar, obra impulsada por Pascual Madoz a mediados del siglo XIX:

Villa con ayuntamiento en la provincia y diócesis de Cuenca (7 leguas), partido judicial de Huete (4), audiencia territorial de Albacete (19), y capitanía general de Castilla la Nueva (Madrid 19). Situada en los confines meridionales de este partido con el de Cuenca, en sitio elevado y dominado por varios cerros; su clima es frío combatido por los vientos de N y E y poco propenso a enfermedades. Consta de 76 casas de mediana construcción y un pósito en el que se celebran las juntas de ayuntamiento y sirve también de cárcel; fuentes de agua dulce y pozos salobres de cuyas aguas se sirven para los usos domésticos; la escuela de primeras letras concurrida por 24 niños se halla dotada con 400 reales y una corta retribución de parte de los alumnos; la iglesia parroquial (Santo Domingo de Silos) está servida por un cura de entrada y un teniente para el anejo Huerta de la Obispalía, casas del Picazo y Torre Buceit; al S del pueblo está la ermita de Nuestra Señora de Loreto y al E otra de San Sebastián ya casi arruinada. El término confina por N Torrejoncillo del Rey y Naharros; E Huerta y Villarejo; S Zafra y O Palomares. Su terreno es bastante quebrado por el E y por los demás puntos llano; al N y E hay sitios poblados de mata baja de carrasca; los caminos son locales y en mal estado; la correspondencia se recibe de la estafeta de Horcajada de la Torre, tres veces a la semana. Producciones: trigo, cebada, centeno, avena, escaña, vino, aceite y algunas legumbres; se cría ganado lanar y caza de liebres, perdices y conejos. Industria: la agrícola, un molino harinero y varios tejedores de telas del país. Comercio: la venta de granos y la importación de arroz, bacalao y demás artículos de consumo ordinario. Población: 81 vecinos, 322 almas. Capital productivo: 1.304.400 reales. Imponible: 65.220. El presupuesto municipal asciende a 1.400 reales y se cubre con los productos de las fincas de propios. Es patria de la tan conocida beata Isabel, que tantas víctimas dio a la Inquisición, donde vino a terminar su hipócrita vida.
Diccionario geográfico-estadístico-histórico de España y sus posesiones de Ultramar